# Brněnské Ivanovice
Brněnské Ivanovice (niem. Nennowitz) – miejska i katastralna części Brna, o powierzchni 416,6 ha. Leży na terenie gminy katastralnej Brno-Tuřany.